# Rakov povratnik
Rákov povrátnik (tudi séverni povrátnik) je eden izmed 5 osrednjih vzporedniških krogov, ki označujejo zemljepisno širino na zemljevidih sveta. Poteka vse okoli Zemlje po vzporedniku 23°26'22" severno od ekvatorja. Rakov povratnik je najbolj severna zemljepisna širina, na kateri se Sonce še pojavi v nadglavišču, tj. na najvišji točki neba, in sicer enkrat letno v času poletnega Sončevega obrata 21. junija. Severno od geografske širine rakovega povratnika se nahajata subtropski in zmerni podnebni pas, južno od njega - vse do kozorogovega povratnika, ki leži na 23°26'22" južne geografske širine - pa se nahajajo tropi.
Natančna določitev obeh povratnikov je zahtevna, saj nagib vrtilne osi glede na Sončevo ekliptiko v periodi 41.000 let niha med 21,5° in 24,5°. Trenutno se povprečna vrednost zmanjšuje za 0,5" letno in znaša 23,45°, kar pomeni potovanje rakovega povratnika proti jugu za 15 metrov po zemeljski površini vsako leto. Ker se podobno južni povratnik premika proti severu, se letno skupna povprečna površina tropov zmanjša za 1.100 km². Dodatno spreminjanje kota Zemljine vrtilne osi zaradi različnih vplivov v različnih časovnih obdobjih ravno tako spreminja vrednosti lege rakovega povratnika za več ločnih sekund. Tako tolerance natančne lege povratnika ni moč skrčiti na manj kot nekaj 10, pa tudi 100 metrov.
Rakov povratnik je svoje ime dobil po ozvezdju Raka, in sicer zaradi dejstva, da se je Sonce v času določitve, tj. v času starogrške civilizacije, v poletnem obratu 21. junija (dan, ko se Sonce nahaja natančno nad tem povratnikom oziroma sončni žarki nanj padajo pravokotno) na nebu nahajalo na enakem mestu kot omenjeno ozvezdje. Zaradi premikov se danes Sonce v času poletnega obrata nahaja v ozvezdju Dvojčkov.
Rakov povratnik poteka skozi naslednje države (od 0° zemljepisne dolžine na vzhod): Alžirija, Niger, Libija, Čad, Egipt, Savdska Arabija, Združeni arabski emirati, Oman, Indija, Bangladeš, Mjanmar, Ljudska republika Kitajska, Tajvan, Havaji (ZDA), Mehika, Bahami, Zahodna Sahara, Mavretanija in Mali.